# Hyperfakultet
Inom matematiken är hyperfakulteten av n en speciell funktion definierad som
{\displaystyle H(n)=\prod _{k=1}^{n}k^{k}=1^{1}\cdot 2^{2}\cdot 3^{3}\cdots (n-1)^{n-1}\cdot n^{n}.}
För n = 1, 2, 3, 4, … är värdena av H(n): 1, 1, 4, 108, 27648, 86400000, 4031078400000, 3319766398771200000, 55696437941726556979200000, 21577941222941856209168026828800000, 215779412229418562091680268288000000000000000, 61564384586635053951550731889313964883968000000000000000, … (talföljd A002109 i OEIS).
Dess asymptotiska tillväxt ges av
{\displaystyle H(n)\sim An^{(6n^{2}+6n+1)/12}e^{-n^{2}/4}}
där A = 1.2824... är Glaisher–Kinkelins konstant. H(14) = 1.8474...×1099 är redan nästan lika stor som googol och H(15) = 8.0896...×10116 är nästan lika stor som Shannons tal.
Hyperfakultetens definition kan utvidgas till komplexa talen.  Den resulterande funktionen kallas för K-funktionen.